# 東城丸
東城丸（とうじょうまる）は大連汽船（現・NSユナイテッド海運）が所有・運航していたタンカー。太平洋戦争末期の南号作戦に参加し、無事に生還して終戦を迎えた。しかし、状態の悪さから防波堤として転用されて船歴を終え、商業航海には一度も就くことはなかった。

## 概要
太平洋戦争での戦時標準船の一つである2TL型の1隻として播磨造船所で建造され、1945年（昭和20年）1月15日に竣工した。建造日数は129日で、内訳は起工から進水までの日数が89日、艤装工事日数が40日である。
竣工後は船舶運営会使用船として徴用され、ヒ91船団に加わって1月26日に門司を出港し、昭南（シンガポール）に向かう。船団は出港2日後の1月28日未明にアメリカ潜水艦「スペードフィッシュ」 (USS Spadefish, SS-411) の攻撃により特設運送船「讃岐丸」（日本郵船、9,246トン）と海防艦「久米」を失うが、「東城丸」はタンカー「永洋丸」（日本油槽船、8,673トン）とともに大陸沿岸、海南島、インドシナ半島沿岸に沿って南下を続け、2月8日に昭南に到着した。昭南で航空ガソリン16,000トン、重油1,285トンなどを搭載し、ヒ92船団に加わって2月18日午後に昭南を出港して日本に向かった。
しかし、出港して2時間半後に触雷して気缶を損傷。応急修理の上航海を続けた。2月22日に同航のタンカー「第二建川丸」（川崎汽船、10,045トン）が触雷沈没し、2月25日にはアメリカ潜水艦「ホー」 (USS Hoe, SS-258) の雷撃で海防艦「昭南」を失うが、「東城丸」は単独で楡林に向かって、同地で機関整備を行う。その後は対潜掃討を終えた第25号海防艦とともに大陸沿いを北上し、汕頭、舟山群島、釜山港外を経て3月11日に門司に帰還した。搭載物資を下津港で陸揚げののち、生まれ故郷の播磨造船所に回航され、触雷による損傷の修理を行ったが、その最中に終戦を迎えた。
戦争が終わり、親会社の南満州鉄道は閉鎖機関に指定され、大連汽船は閉鎖機関には指定されなかったが、経営が難しくなった。このため、1947年（昭和22年）3月8日に第二会社として東邦海運が設立され、所有船舶など資産一切が引き継がれた。GHQの日本商船管理局（en:Shipping Control Authority for the Japanese Merchant Marine, SCAJAP）によりSCAJAP-X064の管理番号を与えられた「東城丸」も東邦海運に移籍したが、損傷の修理もままならずいつしか放置されており、同年9月23日に廃船となった。連合国軍最高司令官総司令部の接収あるいは運輸省による購入を経て、八戸港整備の一環として防波堤として活用されることとなった。
「東城丸」は、同型船で戦後竣工も運輸省に売却された「富島丸」（三菱汽船）と「大杉丸」（大阪商船）とともに八戸港に曳航されることとなったが、「富島丸」曳航時に、搭載していた砂のバランスが悪く変位してあわや大事故という一幕があったため、「東城丸」は空船で八戸港に曳航してから砂を投入して沈設する方法が取られた。また、「富島丸」のハプニングにより工事は1948年（昭和23年）春以降に繰り下げられた。昭和23年6月15日、「東城丸」は曳航されて横浜港を出発し、悪天候に悩まされながらも6月21日に八戸港に到着。続く「富島丸」と「大杉丸」の到着を待ったのち、7月に入って相次いで沈設工事が行われた。完成した防波堤は「沈船防波堤」と呼ばれ、1967年（昭和42年）に白銀西防波堤に更新される形で撤去されるまでの間、八戸港発展の一翼を担った。撤去後の1986年（昭和61年）には、八戸港白銀埠頭に「東城丸」、「富島丸」および「大杉丸」の3隻をたたえる記念碑「船の碑」が建立された。

## 同型船
戦時標準船2TL型
- あかね丸（石原汽船）
- 天栄丸（日東汽船）
- 仁栄丸（日東汽船）
- 東邦丸（二代）（飯野海運）
- 太栄丸（日東汽船）
- 光栄丸（日東汽船）
- はりま丸（石原汽船）
- せりあ丸（三菱汽船/日本油槽船）（南号作戦成功）
- ありた丸（石原汽船）
- 富士山丸（二代）（飯野海運）（南号作戦成功）
- 大邦丸（飯野海運）
- あまと丸（石原汽船）
- さばん丸（三菱汽船/乾汽船）[26]
- 海邦丸（飯野海運）
- 宗像丸（昭和タンカー）
- 玉栄丸（日東汽船/日本水産）
- 松島丸（日本海洋漁業）
- 極運丸（極洋捕鯨）
- 明石丸（西大洋漁業）
- 光島丸（三菱汽船）（南号作戦成功）
- 第二建川丸（川崎汽船）
- 瑞雲丸（岡田商船）（特TL型）[19]
- 山汐丸（山下汽船）（特TL型）
- 雄洋丸（浅野物産/森田汽船）
- 勝邦丸（飯野海運）
- 忠栄丸（日東汽船）
- 千曲丸（日本郵船）
- 富島丸（三菱汽船）（戦後竣工も運輸省に売却、沈船防波堤となる）
- 大杉丸（大阪商船）（戦後竣工も運輸省に売却、沈船防波堤となる）
- 千種丸（日本郵船/大洋漁業）（特TL型・戦後竣工）
- 第三八紘丸（共同企業）（未成）
- 大櫻丸（未成）
- 未命名（未成）[27]